# Chattaroy (Washington)
Chattaroy az Amerikai Egyesült Államok északnyugati részén, Washington állam Spokane megyéjében elhelyezkedő önkormányzat nélküli település.
Chattaroy postahivatala ma is működik. A települést az 1880-as években alapították Dragoon vasútállomástól öt kilométerre keletre; a helyi sírkertben először 1888-ban volt temetkezés. A „Chattaroy” név eredete bizonytalan.
Az 1900-as években a településnek 250 lakosa volt; ekkor két üzlet, egy hotel, a Dr. Smith által üzemeltetett gyógyszertár és egy kovácsműhely, a Modern Woodmen of America helyi szervezete, valamint az F. McConaughy tiszteletes által vezetett gyülekezeti templom működött itt, a helyi iskolában pedig hatvan diák tanult.

## Éghajlat
| Hónap                         | Jan.  | Feb.  | Már.  | Ápr.  | Máj. | Jún. | Júl. | Aug. | Szep. | Okt.  | Nov.  | Dec.  | Év    |
| ----------------------------- | ----- | ----- | ----- | ----- | ---- | ---- | ---- | ---- | ----- | ----- | ----- | ----- | ----- |
| Rekord max. hőmérséklet (°C)  | 16,7  | 17,2  | 22,8  | 32,2  | 35,6 | 41,1 | 42,2 | 42,2 | 36,7  | 30,6  | 20,6  | 15,6  | 42,2  |
| Átlagos max. hőmérséklet (°C) | 1,1   | 4,4   | 9,4   | 13,9  | 19,4 | 23,3 | 28,3 | 28,3 | 22,8  | 14,4  | 5,6   | 0,0   | 14,3  |
| Átlagos min. hőmérséklet (°C) | −3,9  | −3,3  | 0,0   | 2,8   | 6,7  | 10,0 | 13,3 | 13,3 | 8,3   | 2,8   | −1,1  | −5,0  | 3,7   |
| Rekord min. hőmérséklet (°C)  | −34,4 | −31,1 | −23,3 | −10,0 | −4,4 | 0,6  | 2,8  | 1,7  | −5,6  | −13,9 | −29,4 | −31,7 | −34,4 |
| Átl. csapadékmennyiség (mm)   | 45    | 35    | 41    | 33    | 41   | 32   | 16   | 15   | 17    | 30    | 58    | 58    | 421   |
| Forrás: The Weather Channel}  |       |       |       |       |      |      |      |      |       |       |       |       |       |

## Fordítás
Ez a szócikk részben vagy egészben  a   Chattaroy, Washington című angol Wikipédia-szócikk ezen változatának fordításán alapul.  Az eredeti cikk szerkesztőit annak laptörténete sorolja fel. Ez a jelzés csupán a megfogalmazás eredetét és a szerzői jogokat jelzi, nem szolgál a cikkben szereplő információk forrásmegjelöléseként.